# Катастрофа Як-40 под Ханты-Мансийском
Катастрофа Як-40 под Ханты-Мансийском — авиационная катастрофа, произошедшая субботним вечером 17 мая 1986 года в окрестностях Ханты-Мансийска. Авиалайнер Як-40 Ханты-Мансийского ОАО предприятия «Аэрофлот» выполнял облёт после технического обслуживания по маршруту Ханты-Мансийск — Ханты-Мансийск, но через 15 минут после взлёта из Ханты-Мансийского аэропорта лайнер совершил бочку. Через 20 секунд лайнер перешёл в крутое снижение, экипаж сумел выровнять самолёт, но вскоре лайнер от критических перегрузок развалился в воздухе и вскоре разрушенный лайнер упал на землю вблизи Ханты-Мансийского аэропорта. Погибли все 5 членов экипажа на борту.

## Самолёт
Як-40 с бортовым номером 87928 (заводской — 9741955, серийный — 55-19) был выпущен Саратовским авиационным заводом в 1977 году и передан Министерству гражданской авиации, которое к 22 ноября направило его в Ханты-Мансийский авиаотряд Тюменского управления гражданской авиации.

## Экипаж
Як-40 пилотировал экипаж из 416-го лётного отряда, в состав которого входили 5 человек:
Командир воздушного судна (КВС) — Сергей Анатольевич Хомяков
Второй пилот — Игорь Юрьевич Лалетин
Бортмеханик — Павел Агапович Вешкурцев

## Катастрофа
Самолёту предстояло выполнять облёт после проведённой в авиационно-технической базе (АТБ) Ханты-Мансийского аэропорта замены переднего шасси. Облёта самолёта не планировалось, поэтому заявки на проведение облёта в лётный отряд не подавалось. Но затем начальник смены АТБ В. В. Набоких всё же дал заявку в Производственно-диспетчерский отдел АТБ (ПДО АТБ) на контрольный облёт авиалайнера, для чего был вызван резервный экипаж (см. выше), который даже как следует не подготовился к облёту. Так как задания на облёт не выписывалось, то командир использовал подписанное для резерва, куда самостоятельно вписал начальника смены АТБ инженера В. В. Набоких, а также авиатехника П. А. Орлова, а в маршруте полёта указал «Р-н АДС». После предполётной подготовки было принято решение о вылете с занятием эшелона 7800 метров, на что было дано разрешение диспетчера АДП, при этом по плану на учебно-тренировочные полёты.
Экипаж сперва провёл обруливание самолёта, после чего зарулил на стоянку и охладил колёсные тормоза. Вскоре, 17 мая 1986 года в 17:36 местного времени (15:36 МСК) лайнер вылетел из Ханты-Мансийского аэропорта, а рейс выполнял Як-40 борт СССР-87928, летящий из Ханты-Мансийска, и по кругу снова в аэропорт вылета, чтобы выполнить контрольный полёт по кругу, а затем посадку. Но после вылета экипаж запросил набор эшелона 7800 метров, что отнюдь не соответствовало целям полёта по заявке ПДО, а в 17:48 доложил о занятии эшелона 6000 метров, после чего запросил разрешение на выполнение задания в течение 5 минут на данной высоте. Далее при скорости 380—390 км/ч и при постоянном режиме работы двигателей (91 %) были выполнены несколько виражей с креном до 60° с не более чем двукратными перегрузками. В 17:56:56 Як-40 с полуторакратной перегрузкой вышел из левого виража, а крен устранён, при этом скорость уменьшили до 360 км/ч за счёт отклонения штурвала «на себя» (приподнят нос).

Моделирование падения самолёта

Через 14 секунд (17:57:10) экипаж отклонил элероны и руль направления на создание правого крена и начал выполнять бочку. Но штурвал по-прежнему был отклонён «на себя», в результате чего через 8 секунд авиалайнер, перевернувшись «на спину», опустил нос уже вниз и начал снижать высоту, продолжая при этом вращаться. Скорость достигла 470 км/ч, когда экипаж уменьшил режим работы всех трёх двигателей до 73 %, а в 17:57:31 самолёт вышел из вращения. Як-40 снижался с вертикальной скоростью 100 м/с, когда экипаж начал выводить его из снижения. Но в 17:57:34 на высоте 4500 метров и при скорости 620 км/ч вертикальная перегрузка достигла 5,25 единиц, что в полтора раза выше максимально допустимой по РЛЭ (3,4). В результате на левой консоли крыла отделился кусок, который затем врезался в киль и снёс его, вместе с расположенными на киле стабилизаторами, рулём высоты и направления. Як-40 потерял управление и перешёл в беспорядочное вращение, при этом из-за перегрузок оторвало секции закрылков и часть обшивки правой плоскости крыла. Затем самолёт врезался в землю и полностью разрушился.
Утром следующего дня обломки авиалайнера были обнаружены с воздуха и находились в 19 километрах от КТА по азимуту 20° в километре от реки Обь и примерно в 150 метрах от правого берега протоки Ерошкина. Общий разброс обломков достиг 2,5 километра. Все 5 человек на борту погибли.

## Причины
Выводы комиссии:
1. Уровень подготовки экипажа соответствовал выполнению данного задания.
2. Метеоусловия на исход полёта не повлияли.
3. Все системы до момента разрушения самолёта были работоспособны.
4. Разрушение левой консоли крыла произошло через 3 секунды после выполнения экипажем «бочки» в процессе вывода из снижения с вертикальной перегрузкой 5,25 единиц и приборной скоростью 620 км/ч.
5. При выполнении манёвров экипажем неоднократно были превышены ограничения по углу крена, вертикальной перегрузке и скорости полёта.
6. В Ханты-Мансийском ОАО организация и выполнение облётов ВС проводились с грубыми нарушениями НПП ГА-85 и НТЭРАТ ГА-83.

Заключение: причинами катастрофы явились: 
1. грубые нарушения, допущенные экипажем, выразившиеся в выполнении недозволенных эволюций в процессе облёта;
2. грубые нарушения требований НПП ГА-85 и НТЭРАТ ГА-83 командно-руководящим составом авиапредприятия при организации данного полёта. Авиационному происшествию способствовали недостатки в воспитательной работе с личным составом, в организации облётов самолётов и контроля за полётами в Ханты-Мансийском ОАО.

— 